# Christopher Young
Christopher Young (28 de abril de 1958) es un compositor musical famoso por sus trabajos tanto para cine como para televisión. Muchos de sus trabajos han sido para películas de terror que incluyen A Nightmare on Elm Street 2: Freddy's Revenge y El exorcismo de Emily Rose o su trabajo junto a Danny Elfman en Spider-Man 3.

## Biografía
Christopher Young nació el 28 de abril de 1958 en Redbank , Nueva Jersey. Se graduó en el colegio Hampshire en Massachusetts como Bachiller de artes (música), y posteriormente hizo un postgrado en la Universidad de North Texas. En 1980 se mudó a Los Ángeles. En un principio, era trompetista de jazz, pero al escuchar por primera vez los trabajos de Bernard Herrmann se decidió a convertirse en compositor fílmico.
En la escuela fílmica UCLA estudió bajo el manto del famoso David Raksin.

## Trabajos
- The Piper (2024)
- Pet Sematary (2019)
- The Baytown Outlaws (2012)
- Sinister (2012)
- Priest (2011)
- Arrástrame al infierno (2009)
- Creation (2009)
- Spider-Man 3, con Danny Elfman (2007)
- Lucky You (2007)
- Ghost Rider (2007)
- Dark Ride (2006)
- The Grudge 2 (2006)
- The Exorcism of Emily Rose (2005)
- The Grudge (2004)
- El núcleo (2003)
- The Country Bears (2002)
- Atando cabos (2001, Milan Records 73138-35983-2)
- Bandits (2001)
- Sweet November (2001)
- The Gift (premonición) (2000)
- Hellraiser: Resurrection (documental) (2000)
- The Hurricane (1999)
- Hard Rain (1998)
- Rounders (1998)
- Virtuosity (1995)
- Copycat (1995)
- Murder in the First (1995)
- Secreto judicial (1994)
- The Dark Half (1993)
- Jennifer 8 (1992)
- Flowers in the Attic (1987)
- Hellraiser (1987)
- La mosca (1986)
- Wizards of the Lost Kingdom (1985)
- Barbarian Queen (1985)
- A Nightmare on Elm Street 2: Freddy's Revenge (1985)